# 싱크대 사실주의
싱크대 사실주의( -臺 寫實主義, 영어: kitchen sink realism, kitchen sink drama)는 1950년대에서 1960년대 사이에 영국의 연극, 미술, 소설, 영화, 드라마 등에서 유행한 사조다. 사회적 사실주의의 일종으로서 노동계급의 모습을 그리며, 낙태, 범죄, 노숙 같은 논쟁적인 사회정치적 쟁점들을 다룬다. 이전 세대 사조였던 웰메이드의 도피주의와 날카롭게 각을 세웠다. 주로 북잉글랜드의 가난한 공단지대를 배경으로 그 지역 사투리와 비속어가 가감없이 표현되었다.

## 영화 목록
- 꼭대기 방 (1959년)
- 케스 (1969년)

## 같이 보기
- 자연주의 (연극)